# 男闘呼組 二枚目
『男闘呼組 二枚目』（おとこぐみ にまいめ）は男闘呼組の2枚目のオリジナル・アルバム。1989年6月28日にBMGビクターから発売された。

## 解説
9か月ぶりのオリジナル・アルバム。
成田昭次作曲の「-M-」「GIMME A BREAK」以外の計8曲の作曲と、全10曲の編曲をMark Davis名義で馬飼野康二が務めている。
前作以降にリリースされたシングル「秋」と「TIME ZONE」は未収録。

## チャート成績
オリコンチャート2位を獲得した。

## 収録曲
全編曲：Mark Davis／作曲：馬飼野康二（特記以外）
1. Burn it
作詞：高柳恋
2. 熱くささやかな叫び
作詞：岡本健一
3. 追憶の晩歌
作詞：安藤芳彦
4. YO-YO
作詞：高橋一也
※高橋一也ソロ
5. FOREVER
作詞：前田耕陽
6. 翼なき疾走
作詞：大津あきら
7. 赤ちょうちんでくらせ
作詞：高橋一也
8. -M-
作詞・作曲：成田昭次
9. GIMME A BREAK
作詞・作曲：成田昭次
10. RESISTANCE
作詞：大津あきら